# Saint-Étienne-de-Tinée
Saint-Étienne-de-Tinée (okcitansko/provansalsko: Sant Estève de Tiniá) je naselje in občina v jugovzhodnem francoskem departmaju Alpes-Maritimes regije Provansa-Alpe-Azurna obala. Leta 2006 je naselje imelo 1.323 prebivalcev.

## Geografija
Kraj leži v pokrajini Provansi ob reki Tinée znotraj francoskega narodnega parka Mercantour. Na ozemlju občine južno od naselja se nahaja zimskošportno središče Auron. Vzhodno od njega teče po grebenu Primorskih Alp francosko-italijanska meja.

## Administracija
Saint-Étienne-de-Tinée je sedež istoimenskega kantona, v katerega sta vključeni še občini Isola in Saint-Dalmas-le-Selvage z 2.177 prebivalci.
Kanton je sestavni del okrožja Nica.